# Monortha
Monortha is een geslacht van vlinders van de familie bladrollers (Tortricidae).

## Soorten
- M. corusca (Meyrick, 1912)
- M. funesta Razowski & Becker, 1981
- M. illaqueata (Meyrick, 1917)
- M. pleodontia Razowski, 1987